# 艾迪·弗朗西斯
艾迪·弗朗西斯（1990年12月17日—），中文名被人讹误成马艾迪，坦桑尼亚裔中国足球运动员，曾经效力于葡萄牙足球超级联赛球队博阿维斯塔，现效力于上海申花，担任后卫。

## 俱乐部生涯
艾迪出生于上海，父亲是坦桑尼亚留学生，母亲是中国人，母语是上海话和普通话，而不会说英语和父亲的母语法语。2000年，他通过考试成为名帅徐根宝创办的根宝足球基地的第一批球员。2006年，艾迪随众多根宝基地的队员一起加入了新成立的上海东亚并征战中国足球乙级联赛。虽然艾迪的身体素质和普通的黄种人相比较为出色，但其他方面没有突出的表现，而且训练态度不佳。2006年年底被告之离队，艾迪去到了申花SVA足校。
2008年，艾迪加盟中乙球队苏州趣普仕。但由于注册原因，他并没有在2008赛季中乙联赛中出场。2009年，苏州趣普仕宣布退出中乙联赛，艾迪被租借到了宁波华奥队，并担任球队的主力右后卫。
2009赛季结束后，艾迪回到了上海东亚，并在12月25日和中国国家队的热身赛中身披14号球衣出场。
2012年1月，上海东亚和中国足球超级联赛升班马大连阿尔滨草签协议，艾迪转会加盟大连阿尔滨，同时阿尔滨的哥伦比亚外援前锋卡贝萨斯租借到上海东亚。 但由于内援名额限制，之后大连阿尔滨又将艾迪租借回上海东亚。 在2012赛季中，艾迪仅在中甲联赛获得3次替补出场的机会，最终跟随球队以中甲冠军的成绩升级到中超联赛。

## 国家队生涯
艾迪曾入选中国U14队，成为第一位入选国字号球队的黑人球员。

## 荣誉
上海东亚
- 中国足球甲级联赛冠军：2012

## 轶事
在大连阿尔滨效力期间，球队马里外援凯塔曾一度误以为艾迪是非洲老乡，初次见面时便用法语和他亲密交谈。但艾迪不懂法语，只能干瞪眼。旁边的主教练李明赶紧向凯塔解释，艾迪是中国人，只会汉语，“我当时真不知道他说啥，幸好有李总在旁边介绍”。